# かき菜

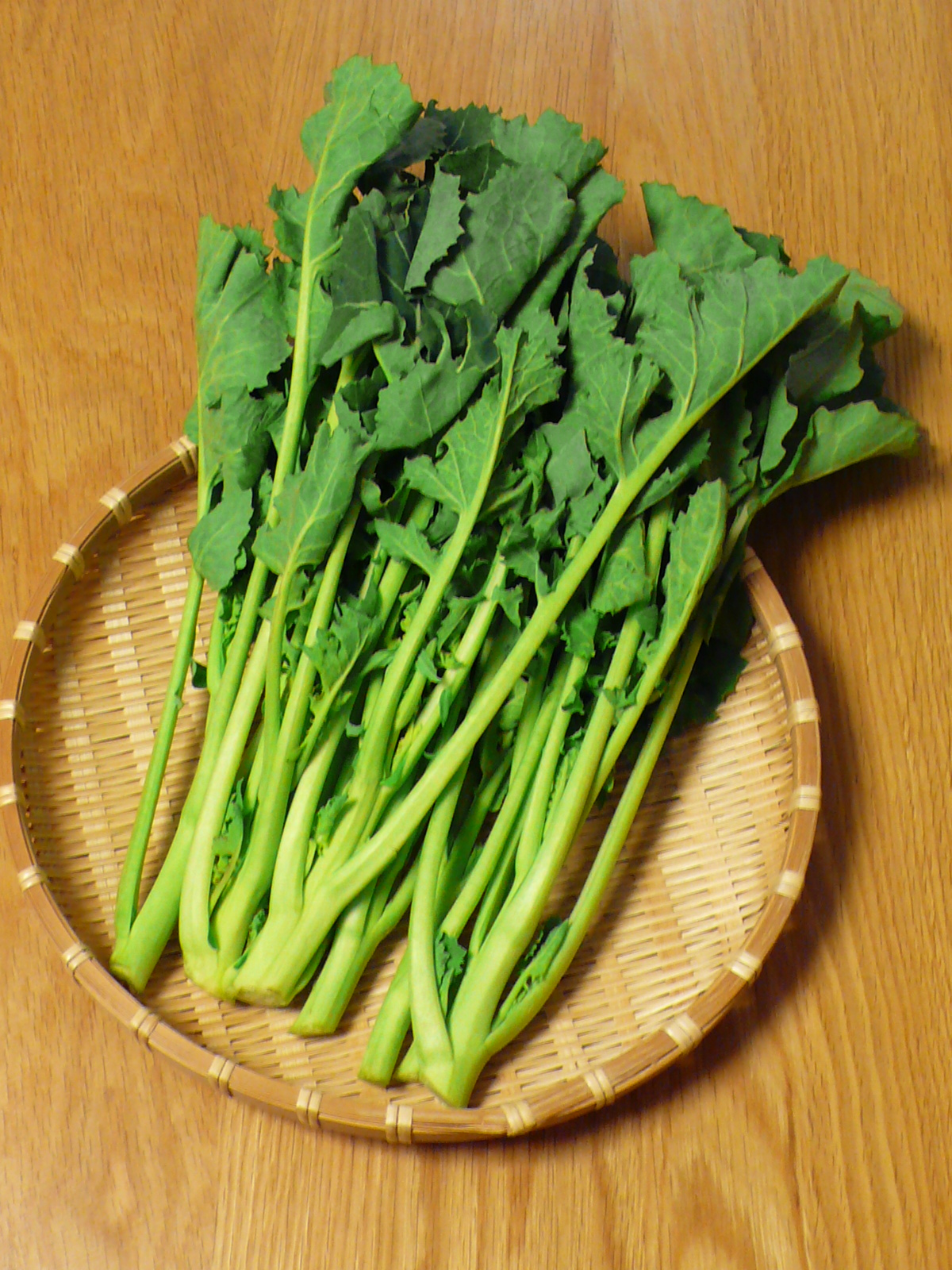
かき菜

かき菜（かきな）は、アブラナ科アブラナ属の野菜。北関東（特に群馬県館林市や栃木県足利市、佐野市など両毛地域）で栽培される伝統野菜で、「なばな」と同系統だが、セイヨウアブラナではなく、在来種のアブラナまたはその変種と見られる。
秋口に播種し、厳冬期を過ぎて春先に収穫するため農薬の使用頻度が少なく、1株から3回ほど収穫でき、高齢化が進む農家にとって比較的身体への負担が少ない特長を持つ。

## 概要
かき菜とは成長中の植物の若芽を掻き取って食用とする事から名付いたもので、万葉集に「佐野の茎立」として登場するなど、アブラナ属の植物が延ばす花芽は、古くから春先の野菜として重用されてきた。
3～4月の旬にしか出回らない伝統野菜ならではの特徴を持つほか、栄養価（ビタミンやミネラル）は最近のF1ホウレンソウやコマツナを上回るうえに、1把が100円程度と安価である。
お浸しなど、茹でて供されることが多い。食味は、歯ごたえのほか苦みと甘みと併せ持つうま味と、はなやかな香り、鮮やかな緑色が愛されている。野菜としては足が早く、収穫・購入から数日で使い切るか、下ごしらえする必要がある。これを知らずに販売している都心の百貨店等では傷んで悪臭を放っているケースも見られるので、注意が必要。
地元の佐野農協では1986年に専門部会を設立し、生産農家は100軒を越える。「佐野そだち菜」のブランド戦略や「かき菜まんじゅう」など加工品販売を展開し、消費拡大に取り組んでいる。

## 万葉集
第十四巻の東歌、「上野佐野の茎立折りはやし」に登場する。
「可美都氣野 左野乃九久多知 乎里波夜志 安礼波麻多牟恵 許登之許受登母」
「かみつけ（上野）の、佐野の茎立（くくたち）、折りはやし（湯がき）、あれ（吾）は待たむえ、今年来ずとも」とうたわれ、つれない恋人を想う少女の恋情を、春先にしか得られないかき菜の特徴にならぞらえたとみられる。佐野の地名は下野（栃木県）にもあるが、現在の佐野橋周辺の上野（群馬県）の佐野屯倉近辺を指すとみられる。